# Dioctria cursor
Dioctria cursor är en tvåvingeart som först beskrevs av Harris 1780.  Dioctria cursor ingår i släktet Dioctria och familjen rovflugor. Inga underarter finns listade i Catalogue of Life.